# Polynôme séquentiel

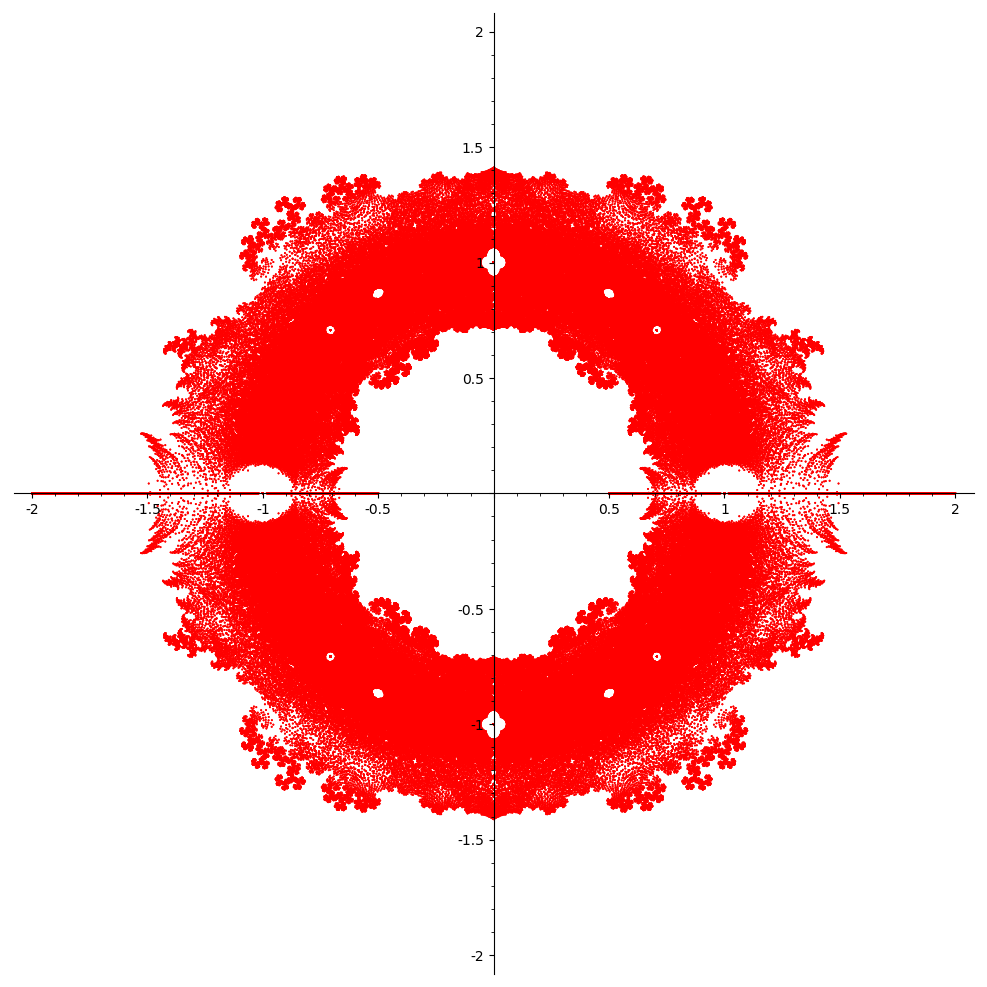
Racines de tous les polynômes de Littlewood de degré 15.

Un polynôme séquentiel (ou polynôme de Littlewood) est un polynôme dont les coefficients appartiennent tous à {-1, 1}. Ils sont nommés d'après J. E. Littlewood, qui, dans les années 1950, a étudié les valeurs de tels polynômes sur le cercle unité dans le plan complexe, ce qui permet d'avoir des informations sur l'autocorrélation de suites binaires.
Un tel polynôme peut donc se mettre sous la forme :
{\displaystyle P(X)=\sum _{i=0}^{l-1}a_{i}X^{i}}
où la suite des {\displaystyle a_{i}} s'écrit :
{\displaystyle a=(a_{0},...,a_{l-1})}
et est appelée « séquence ».
On dit que deux séquences a et b sont complémentaires lorsque :
{\displaystyle \forall j\in [1,l-1],\sum _{i=0}^{l-1-j}(a_{i}a_{i+j}+b_{i}b_{i+j})=0}
On appelle {\displaystyle {\mathcal {L}}} l'ensemble des longueurs l pour lesquelles il existe des séquences complémentaires. Cet ensemble fait encore l'objet de recherches[réf. nécessaire].
On peut lire dans le sujet du concours X-ESPCI de Polytechnique et de l'ESPCI, filière PC, de 2006 :

« Ces polynômes ont été introduits lors de recherches sur la spectroscopie multi-fentes. Ils ont donné lieu à des développements mathématiques en combinatoire, théorie des codes, analyse harmonique, et à de très nombreuses applications en optique, télécommunications, théorie des radars et acoustique. »